# Nyangumarta
Nyangumarta är ett australiskt språk som talades av 260 personer år 1996. Nyangumarta talas i Väst-Australien. Nyangumarta tillhör de pama-nyunganska språken.